# 산외초등학교 (전북)
산외초등학교는 대한민국 전북특별자치도 정읍시 산외면 평사리에 있는 공립 초등학교이다.

## 학교 연혁
- 1925. 06. 01 산외공립보통학교 개교
- 1988. 03. 01 종산국민학교 분교장 편입
- 1996. 03. 01 산외초등학교로 개명
- 1999. 02. 28 화죽초등학교, 종산분교장 통폐합
- 2014. 09. 01 제29대 양관욱 교장 취임
- 2015. 02. 13 제89회 졸업식(연 8,047명)
- 2015. 03. 01 초등학교 7학급(특수 1학급) 편성

## 참고 자료
- 산외초등학교 - 한국교육학술정보원 학교알리미